# Forensische Entomologie

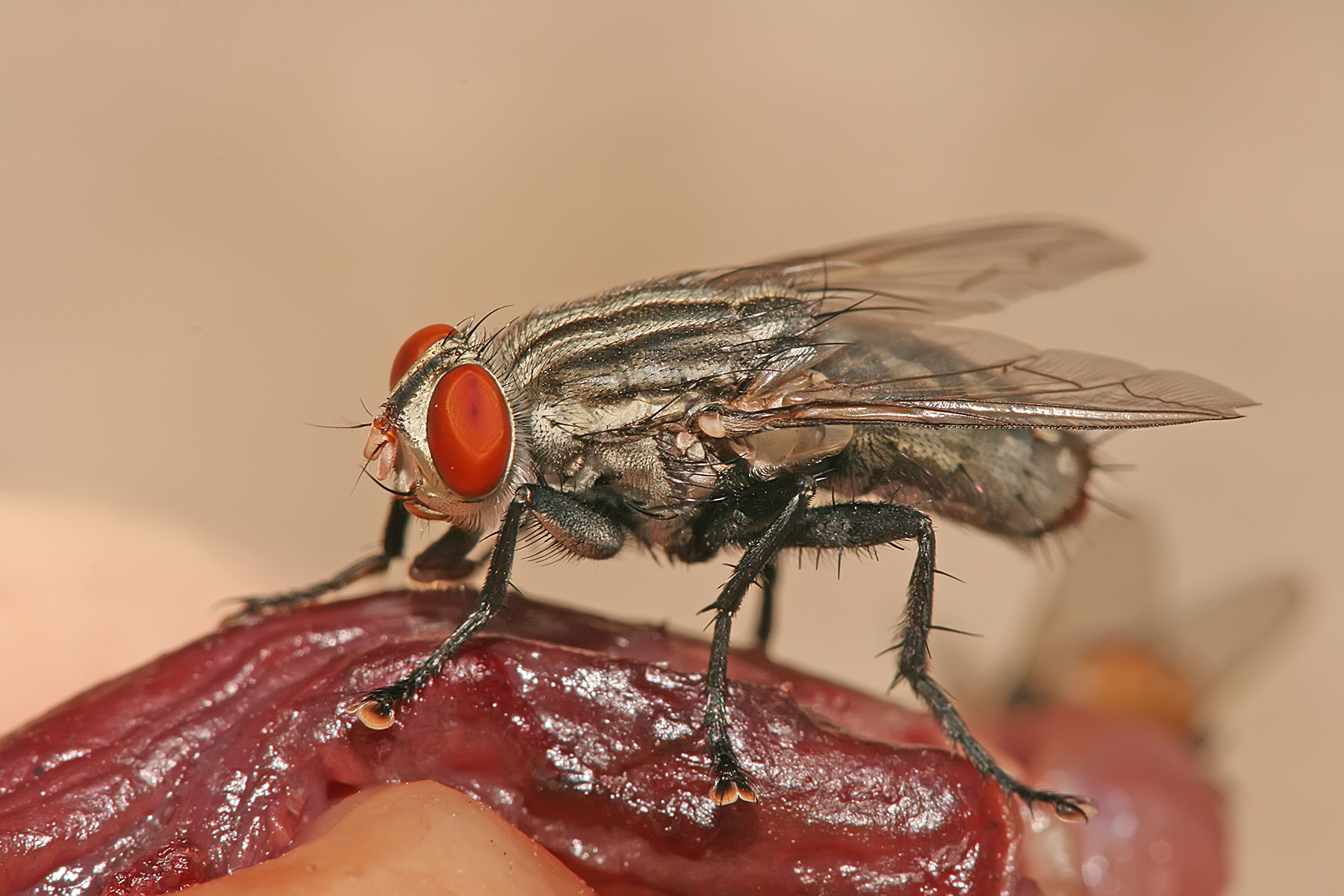
Fleischfliege auf verwesendem Fleisch

Die Forensische Entomologie ist ein Zweig der Forensik, bei der die Insektenkunde zur Aufklärung von Rechtsfällen, hauptsächlich von Tötungsdelikten, herangezogen wird. Unter anderem können aufgrund der Abfolge der Larvenstadien und der Besiedlung durch verschiedene Insektenarten Hinweise auf die Leichenliegezeit, Todesursache und Todesumstände gesammelt werden. Auch bei lebendigen Lebewesen, Lebensmitteln und Gebäuden können Insekten Rückschlüsse zu bestimmten Umständen bieten.

## Allgemeines

Schmeißfliegen

Der Begriff Entomologie stammt aus dem Griechischen und bedeutet „Insektenkunde“ (éntomos = eingeschnitten, gekerbt, logos = Kunde, Lehre). Das Wort Forensik stammt vom lateinischen Wort forum (= Marktplatz, Forum, Gerichtsverhandlung) und wird im Sinne von gerichtlich gebraucht.
Am häufigsten findet die Forensische Entomologie im Zusammenhang mit Ermittlungen um einen aufgefundenen Leichnam Anwendung. Der postmortale Zersetzungsprozess eines organischen Körpers findet unter anderem durch Bakterien, Pilze und Insekten statt. Bei den Insekten handelt es sich meist um Jugendstadien nekrophager Insekten wie etwa die Maden von Schmeißfliegen, Käsefliegen oder Fleischfliegen. Daran beteiligt sind auch verschiedene Käfer wie die Aaskäfer (unter anderem der Totengräber und der Speckkäfer) sowie weitere Arten, die durch die bei der Verwesung entstehenden (Duft-)Stoffe angezogen werden oder sich ihrerseits von nekrophagen Insekten ernähren.
Auch der Befall noch lebender Körper mit Insekten, insbesondere Maden, lässt bestimmte Rückschlüsse zu. Dieser Zustand wird als „Myiasis“ (Madenkrankheit) bezeichnet. Er ist oft ein Hinweis auf einen Mangel an Hygiene und Pflege oder – indirekt – auf einen geschwächten Allgemeinzustand.
Ein weiteres Gebiet der Forensischen Entomologie ist die Untersuchung von Insektenbefall bei Lebensmitteln (bspw. bei der Lagerung von Lebensmitteln).
Auch die Untersuchung von Insektenbefall bei Gebäuden ist ein Teilgebiet der forensischen Entomologie.

## Geschichte
In der Geschichte gab es mehrere Ansätze zur Anwendung und Experimente mit der Forensischen Entomologie. Das Konzept der Forensischen Entomologie reicht bis ins 13. Jahrhundert zurück. Selbst in Kunstwerken aus dem 15. und 16. Jahrhundert finden sich Darstellungen von Zusammenhängen von Insekten und toten Körpern. In der modernen Rechtsmedizin in Europa wurden ab Ende des 18. Jahrhunderts Maden als Hilfsmittel entdeckt. Jedoch erst in den letzten 30 Jahren wurde die Forensische Entomologie als hilfreiche Beweisquelle bei Ermittlungen in Strafverfahren systematisch erforscht. Mit ihren eigenen Experimenten sowie durch ihr Interesse für Insektenkunde und den Tod halfen viele Menschen die Grundlagen für die heutige moderne Forensische Entomologie zu legen. Zu diesen Menschen gehören insbesondere Song Ci, Francesco Redi, Bergeret d’Arbois, Jean Pierre Mégnin und der deutsche Arzt Hermann Reinhard.

### Song Ci
Song Ci (auch bekannt als Sung Tz’u) war Rechtsanwalt und Ermittler in Todesfällen. Er lebte im späten 13. Jahrhundert in China. 1247 schrieb Song Ci ein Buch mit dem Titel '洗冤集錄' (Englischsprachiger Buchtitel: “Washing Away of Wrongs”). In diesem Buch beschreibt Song Ci verschiedene Fälle, bei denen er sich Notizen zum Tod von Menschen und zu den möglichen Todesursachen machte. Dabei schildert er detailliert, wie ein Leichnam vor und nach der Beerdigung untersucht wird. Er erklärte auch das Vorgehen, um eine wahrscheinliche Todesursache zu bestimmen. Der Zweck des Buches war, als Ratgeber für andere Ermittler zu dienen, damit diese Tatorte besser untersuchen und auswerten konnten. Sein Detailreichtum bei den Erklärungen seiner Beobachtungen legte die Grundlagen für die modernen Forensischen Entomologen. Zudem gelten seine Aufzeichnungen als die ersten Niederschriften einer Person, die die Forensische Entomologie zu gerichtlichen Zwecken anwandte. Dieses Buch war sehr populär und markiert den ersten Zeitpunkt, zu dem sich die allgemeine Öffentlichkeit bewusst wurde, dass Insekten in Ermittlungsverfahren verwendet werden können.
Das Buch blieb ein Einzelfall; das nächste chinesische Werk über forensische Entomologie wurde erst 750 Jahre später veröffentlicht.

### Francesco Redi
Der italienische Arzt Francesco Redi widerlegte 1668 die Theorie der Spontanzeugung. Nach Redis Theorie entwickeln sich Maden innerhalb kürzester Zeit auf verwesendem Fleisch. In einem Experiment nahm er jeweils verwesendes Fleisch, das vollständig, nur teilweise oder nicht der Luft ausgesetzt, mithin frei zugänglich war. Redi zeigte hierdurch, dass sich auf dem verwesenden Fleisch, das vollständig und nur teilweise der Luft ausgesetzt war, Maden von Fliegen entwickelten. Auf dem verwesenden Fleisch hingegen, das nicht der Luft ausgesetzt war, entwickelten sich keine Maden. Diese Entdeckung änderte vollständig die bisher verbreitete Auffassung über die Zersetzung von Organismen und führte zu weiteren Untersuchungen der Lebenszyklen von Insekten und der Entomologie im Allgemeinen.

### Bergeret d’Arbois
Dr. Louis François Etienne Bergeret (1814–1893) war ein französischer Krankenhausarzt und der erste bekannte, der forensische Entomologie in einem konkreten Fall anwandte. In einem 1855 veröffentlichten Fallbericht legte er den allgemeinen Lebenszyklus von Insekten dar und stellte viele Hypothesen zu deren Paarungsverhalten auf. Mit Hilfe dieser Annahmen wandte er erstmals die forensische Entomologie zur Schätzung der seit dem Tod verstrichenen Zeit an. Sein Bericht verwendete die forensische Entomologie als Hilfsmittel, um seine Hypothese zu belegen, wie und wann die Person gestorben war.

### Hermann Reinhard
Die erste systematische Untersuchung der Forensischen Entomologie wurde 1881 vom deutschen Arzt Hermann Reinhard durchgeführt, der eine wichtige Rolle in der Geschichte der Forensischen Entomologie spielte. Er grub viele Leichen aus und zeigte hieran, dass bei den vergrabenen Leichen die Entwicklung von vielen verschiedenen Insektenarten festgestellt werden kann. Reinhard führte seine erste Studie in Ost-Deutschland durch und sammelte viele Buckelfliegen (Phoridae) aus dieser ersten Studie. Er kam aber auch zu dem Schluss, dass nicht sämtliche Insekten bzw. deren Entwicklung im Zusammenhang mit den vergrabenen Leichnamen standen. So fand er bspw. 15 Jahre alte Käfer, die nur wenig direkten Kontakt mit den vergrabenen Leichnamen hatten. Reinhards Arbeiten und Studien wurden ausgiebig in weiteren Studien zur Forensischen Entomologie verwendet.

### Jean Pierre Mégnin
Der Militär-Tierarzt Jean Pierre Mégnin veröffentlichte zahlreiche Artikel und Bücher über verschiedene Themen, darunter die Bücher 'Faune des Tombeaux’ und 'La Faune des Cadavres', die als zwei der wichtigsten Bücher der Forensischen Entomologie in der Geschichte gesehen werden. Mit seinem zweiten Buch schuf er ein revolutionäres Werk über die Lebenszyklen und Fortpflanzung von Insekten auf Leichen. Insbesondere entdeckte Mégnin, dass insbesondere bei freiliegenden Leichen die Zyklen der Besiedlung durch Insekten vorhersagbar sind. Durch Zählung der Anzahl der lebenden und toten Milben, die sich alle 15 Tage entwickelten, und den Vergleich mit der ursprünglichen Zahl auf dem Körper eines Kindes konnte er schätzen, wie lange das Kind bereits tot war.
In diesem Buch behauptete er, dass auf exponierten Leichen bis zu acht aufeinander folgende Lebenszyklen von Insekten stattfänden, während auf begrabenen Leichen in gleicher Zeit nur zwei Zyklen beobachtet werden können. Mégnin machte viele Entdeckungen, die dazu beitrugen, ein neues Licht auf viele allgemeine Merkmale verwesender Flora und Fauna zu werfen. Mégnins Arbeit und Studium der Larven und adulten Formen von Insektenarten, die in Leichen gefunden wurden, lösten das Interesse der zukünftigen Entomologen aus. Sie ermutigten zu mehr Forschung zur Verbindung zwischen Gliederfüßern und den Verstorbenen. Zudem trug er damit dazu bei, die wissenschaftliche Disziplin der Forensischen Entomologie zu schaffen.

## Anwendungsbereiche

### Bestimmung des Todeszeitpunktes

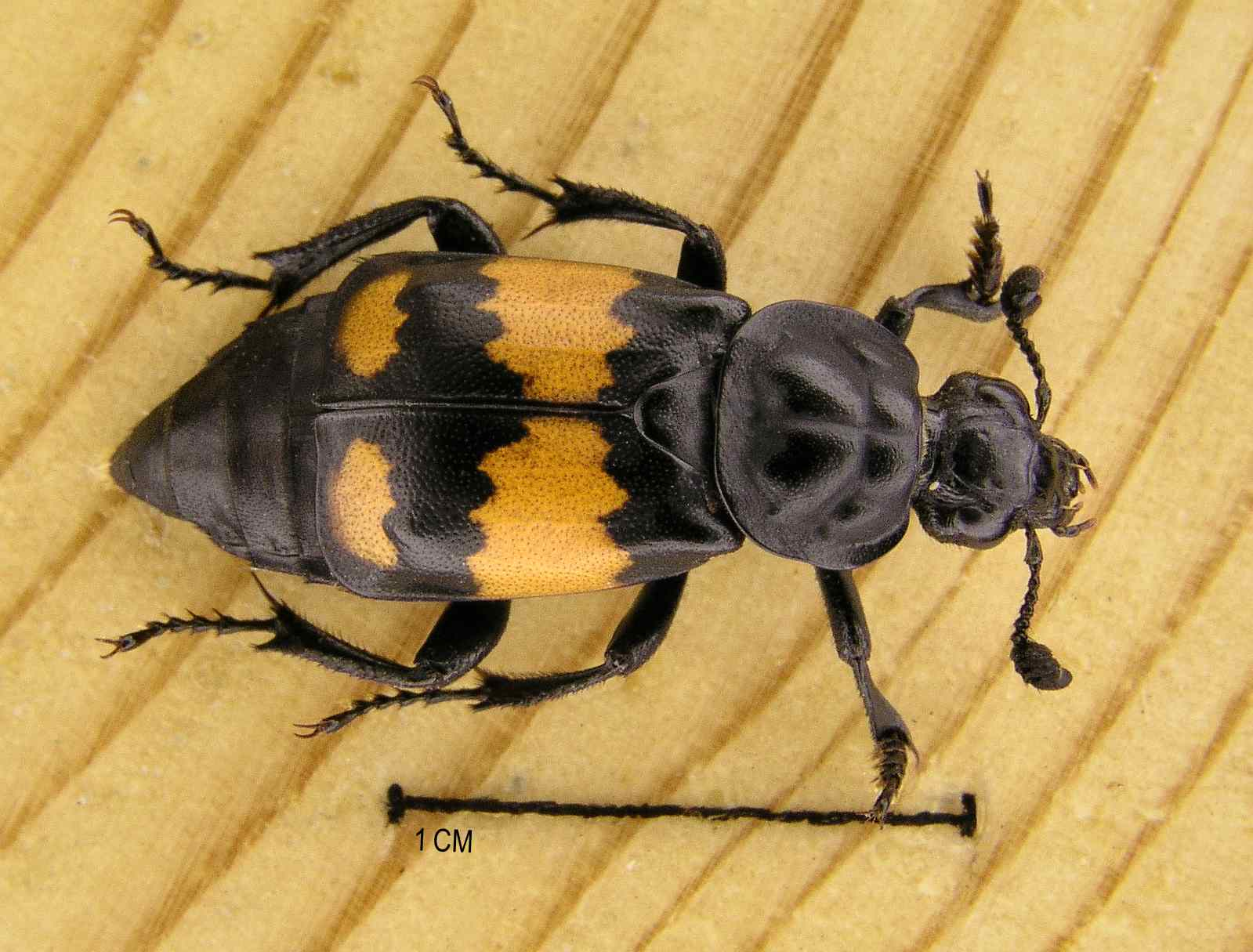
Totengräber (Nicrophorus vespilloides)

Das Hauptgebiet der Forensischen Entomologie ist die Ermittlung der Todeszeit bzw. Liegezeit eines Leichnams. Durch eine forensische entomologische Untersuchung können durch das Alter, die Anzahl und der Arten der vorgefundenen Insekten Aussagen zur Liegezeit eines Leichnams gemacht werden. Selbst relativ kurze Zeiträume können hierdurch bestimmt werden, da tote Körper naturgemäß sehr schnell von Insekten besiedelt werden.
Insekten nutzen einen Leichnam als Nahrungsquelle und Brutstätte. Entsprechende Hinweise auf den Todeszeitpunkt der Person oder die Liegezeit des Leichnams erschließen sich aus dem Vorhandensein bestimmter Insektenarten bzw. deren Entwicklungsstadien (Eier, Larven) auf dem Leichnam. Für eine genaue Bestimmung ist es jedoch erforderlich, die aufgefundenen Insekten schnellstmöglich zu einem bekannten Zeitpunkt in Alkohol einzulegen, einzufrieren oder mit einer hochauflösenden Kamera zu fotografieren. Andernfalls entwickeln sich die Tiere weiter, so dass eine genaue Bestimmung mit fortschreitender Zeit immer mehr erschwert wird.
Ein Leichnam wird je nach Verwesungszustand und Feuchtigkeitsgrad von verschiedenen Insekten besiedelt. Auf frischen Leichen werden innerhalb kürzester Zeit durch Schmeißfliegen entweder Eier oder bereits geschlüpfte winzige Maden abgelegt. Auch auf älteren, bereits geblähten Leichen finden sich die Larven von Schmeißfliegen. Hinzu kommen je nach Feuchtigkeit Aaskäfer, Kurzflügelkäfer und Stutzkäfer. Auf Leichen in trockenem oder breiigem Zustand sind insbesondere Maden von Käsefliegen sowie Pelzkäfer, Schinkenkäfer, Speckkäfer, Teppichkäfer und Totengräberkäfer anzutreffen. Asseln, Hundertfüßer, Milben, Motten und Spinnentiere siedeln erst auf mumifizierten oder skelettierten Leichen.
Aus den Eiern schlüpfen in kurzer Zeit winzige weiße Maden. Für die genaue Bestimmung der Todeszeit kommt es auf die individuellen Umstände an. Insbesondere die Entwicklung der Maden hängt in erheblichem Maße von der Temperatur und Feuchtigkeit ab. Aber auch das Zeitintervall von der Eiablage bis zum Schlupf der 1. Madengeneration kann erheblich variieren und weist eine Schwankungsbreite von wenigen Stunden bis hin zu einem Tag auf. Die Zeitspanne, die eine Made in Abhängigkeit von definierten Umweltfaktoren bis zu einer bestimmten Entwicklungsphase benötigt (Körperlänge in mm gemessen), ist in sogenannten Isomegalen-Diagrammen artspezifisch ermittelt und festgelegt worden.
Bei zu hohen oder zu niedrigen Temperaturen, großer Helligkeit, starkem Wind oder zu großer Trockenheit siedeln sich nur wenige oder keine Insekten auf einem Leichnam an. Einen weiteren Einflussfaktor stellt die Zugänglichkeit eines Leichnams für Insekten dar. Aus diesem Grund müssen für die Arbeit der Forensischen Entomologie auch präzise Analysen des Leichenfundortes in den Untersuchungsgang miteinfließen.
Während die Untersuchung von Maden bei der Bestimmung kürzerer Zeitintervalle hilfreich ist, lassen sich anhand von Käfern (nur) Aussagen über größere Zeitabstände machen. Auch die Anzahl von Insektengenerationen – erkennbar am gleichzeitigen Vorkommen von Maden und leeren Puppenhülsen in Leichennähe – ist für die Eingrenzung des Zeitraumes von Bedeutung.
Im Vergleich der Methoden erlaubt die Betrachtung der abgefallenen Körpertemperatur Aussagen über eher kurze Zeiträume. Chemische Analysen des Körpers lassen Rückschlüsse in mittellangen Zeiträumen zu, Insektenbefall in noch längeren.

### Ortsbestimmung
Auch vom letztlichen Fundort abweichende Orte, an denen sich eine Leiche befunden hat, können mit Hilfe von Insekten bestimmt werden. Für die Analyse werden die vorgefundenen Insekten inklusive Entwicklungsstadien herangezogen. Auch spezies-spezifische Fraßspuren können für eine Bestimmung der Insektenart herangezogen werden. Viele Insektenarten bewohnen nur bestimmte Lebensräume (sog. „Habitate“). Befinden sich an einem Leichnam Insekten, die für die Umgebung am Fundort der Leiche untypisch sind, kann daraus gefolgert werden, dass der Leichnam zuvor von einem anderen Ort weg bewegt worden ist. Entsprechend können anhand der vorgefundenen Insekten auch die für sie typischen Umgebungsbedingungen bestimmt werden.

### Nachweis von Stoffen
Weiterhin kann anhand von Insekten herausgefunden werden, ob im Leichnam bestimmte Medikamente oder Gifte vorhanden waren. Dies ist insbesondere dann hilfreich, wenn der Leichnam für entsprechende Untersuchungen bereits zu stark zersetzt ist. Beim Fressen von Gewebeteilen nehmen die Insekten auch deren Inhaltsstoffe in sich auf. Die toxikologische Analyse der vorgefundenen Insekten kann somit Informationen über im Leichnam vorhandene Medikamente oder Giftstoffe liefern. Dieser Arbeitsbereich wird auch als Entomotoxikologie bezeichnet. Als analytische Methoden kommen die Gaschromatographie und die HPLC in der Kopplung mit der Massenspektrometrie als hoch sensitive und spezifische Verfahren infrage. Diese analytischen Arbeitsweisen wurden zum sicheren Nachweis von Methamphetamin und seinen Metaboliten, sowie von Methylphenidat und Phenobarbital eingesetzt. Zum Nutzen der beschriebenen forensischen Untersuchungen gibt es auch kritische Äußerungen, die Zurückhaltung bei der Interpretation der erhaltenen Analysenergebnisse anraten. Auch die phänotypische Entwicklung der Insekten kann durch die Aufnahme bestimmter Wirkstoffe verändert werden.

## Beeinflussende Faktoren

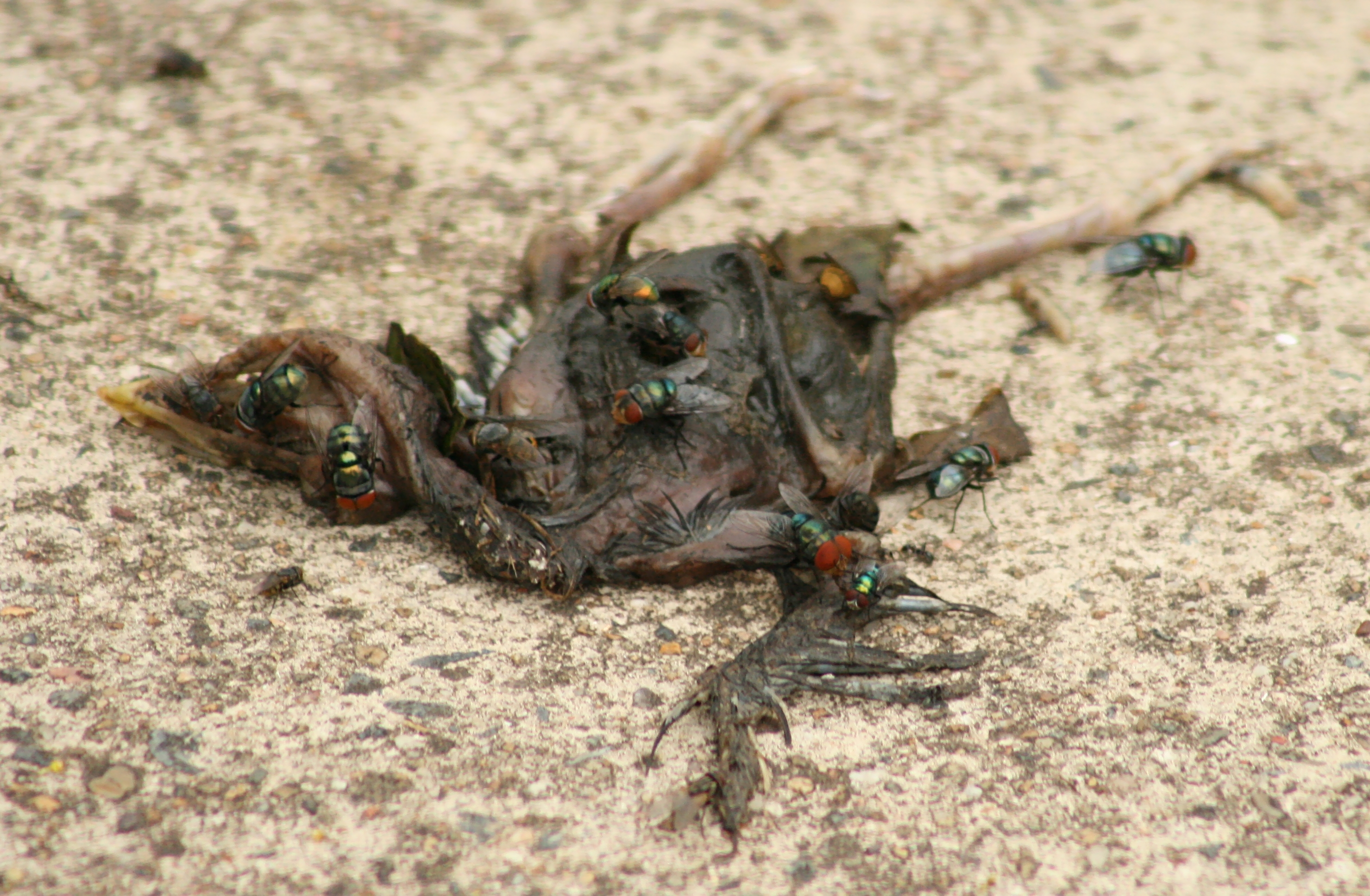
Auf dem Kadaver eines Vogels werden von Fliegen Eier abgelegt.

Die Entwicklung von Insekten wird von mehreren Faktoren beeinflusst. Sowohl das Wetter als auch der Liegeort haben einen maßgebenden Einfluss. Beim Wetter sind die Sonneneinstrahlung, die Feuchtigkeit und die Temperaturen entscheidend. Zudem kann der Fundort eines Leichnams bspw. im Wasser, in oder außerhalb von Gebäuden, in ländlichen oder städtischen Gebieten, im Freien oder in Fahrzeugen oder an Bäumen aufgehängt verschiedene Folgen bei der Besiedlung durch Insekten haben. Auch der Zustand des Leichnams ist entscheidend, so dass bspw. verbrannte Leichname in einer anderen Art und Weise durch Insekten besiedelt werden.

### Temperatur
Insekten sind wechselwarme Organismen, deren Entwicklungszeit stark von den Umgebungstemperaturen abhängig ist. Dies bedeutet, dass die Geschwindigkeit, mit der sich Insekten entwickeln, direkt durch die Temperatur bestimmt wird: Bei höheren Temperaturen beschleunigt sich ihre Entwicklung, während sie bei niedrigeren Temperaturen verlangsamt wird. Diese Beziehung ist in der forensischen Entomologie von großer Bedeutung, da sie die Interpretation der postmortalen Intervalle (PMI) beeinflusst.
Wenn die Umgebungstemperatur unter einen bestimmten Schwellenwert sinkt, kann dies dazu führen, dass die Entwicklung der Insektenlarven verzögert wird. Diese Verzögerung kann strategisch vorteilhaft sein, da sie es den Larven ermöglicht, erst in einer Phase zu schlüpfen, in der die klimatischen Bedingungen für ihr Überleben und ihre Fortpflanzung günstiger sind. In extrem kalten Umgebungen kann dies bedeuten, dass die Larven überwintern und erst im Frühjahr schlüpfen, wenn die Temperaturen steigen.
Darüber hinaus hat die Temperatur einen erheblichen Einfluss auf die Abfolge der Insektenbesiedlung von Leichnamen. In der Regel werden Leichen zuerst von Fliegen (insbesondere Calliphoridae) besiedelt, gefolgt von Käfern (Coleoptera) in späteren Stadien der Zersetzung. Käfer sind jedoch im Allgemeinen weniger temperaturempfindlich als Fliegen und können daher bei niedrigeren Temperaturen früher auftauchen oder sogar die dominierende Rolle in der Besiedlung übernehmen, insbesondere wenn die Temperaturen so niedrig sind, dass sie die Aktivität der Fliegen einschränken.
Diese temperaturabhängigen Unterschiede in der Insektenbesiedlung sind nicht nur für die Schätzung des PMI entscheidend, sondern können auch Hinweise auf die Umweltbedingungen zum Zeitpunkt des Todes liefern. Eine präzise Kenntnis der temperaturabhängigen Entwicklungsraten von Insekten und ihrer Besiedlungsmuster ist daher unerlässlich für eine korrekte forensische Analyse.

### Feuchtigkeit
Die Artenvielfalt und Entwicklungszeit der Insekten wird auch durch Luftfeuchtigkeit und Niederschläge beeinflusst.
Bei den meisten Insektenarten wird bei starken Regenfällen indirekt deren Entwicklung verlangsamt, da hierdurch die Umgebungstemperatur sinkt und infolge die Entwicklung der Insekten verlangsamt wird. Eine sehr feuchte Umgebung (bspw. durch leichten Regen) hingegen wirkt als ein Isolator, wodurch in einer Masse von Maden eine größere Kerntemperatur erzeugt wird, die wiederum eine schnellere Entwicklung der Insekten ermöglicht.
Zudem können Niederschläge die Reihenfolge der Besiedlung eines Leichnams beeinflussen. Grundsätzlich sind Fliegen der Familie der Schmeißfliegen eine der ersten Insekten an einem Leichnam, gefolgt von Fliegen der Familie der Fleischfliegen. Allerdings sind Fleischfliegen im Gegensatz zu Schmeißfliegen in der Lage auch im Regen zu fliegen, so dass unter entsprechenden Umständen ausnahmsweise Fleischfliegen vor Schmeißfliegen am Leichnam eintreffen. Infolgedessen kommt es am Leichnam zu einer anderen Verteilung der jeweiligen Mengen der Maden.
Bei hoher Luftfeuchtigkeit (und entsprechenden Temperaturen) entwickelt sich grundsätzlich eine größere Artenvielfalt von Insekten. Zudem entwickeln sich verschiedene Insektenarten je nach vorhandener Luftfeuchtigkeit unterschiedlich stark, so dass hierdurch die Zusammensetzung und Größe der Population beeinflusst wird. Bei extremer Trockenheit kann die Population und Artenvielfalt von Insekten stark dezimiert werden.

### Sonneneinstrahlung
Ein Leichnam, der einer starken Sonneneinstrahlung ausgesetzt ist, erwärmt sich tagsüber stärker. Infolge bietet er Insekten eine wärmere Umgebung, wodurch deren Entwicklungszeit erheblich verkürzt wird.
In einem von Bernard Greenberg und John C. Kunich mit Hilfe von Kaninchenkadaver durchgeführten Experiment wurde festgestellt, dass die Entwicklungszeit von Maden bei Temperaturen von etwa 24 °C bis etwa 31 °C deutlich reduziert wurde.
Im Gegensatz hierzu weisen Leichname in schattigen Bereichen niedrigere Temperaturen auf. Hierdurch benötigen Insekten naturgemäß eine längere Entwicklungszeit.

### Geographie
Der größte Teil der Insekten, die in entomologischer Hinsicht bei der Besiedlung eines Leichnams eine Rolle spielen, sind nahezu weltweit verbreitet. Einige Insektenarten sind jedoch endemisch. Infolge kann anhand endemischer Insektenarten festgestellt werden, ob der Leichnam von einem anderen Liegeort fortbewegt wurde.

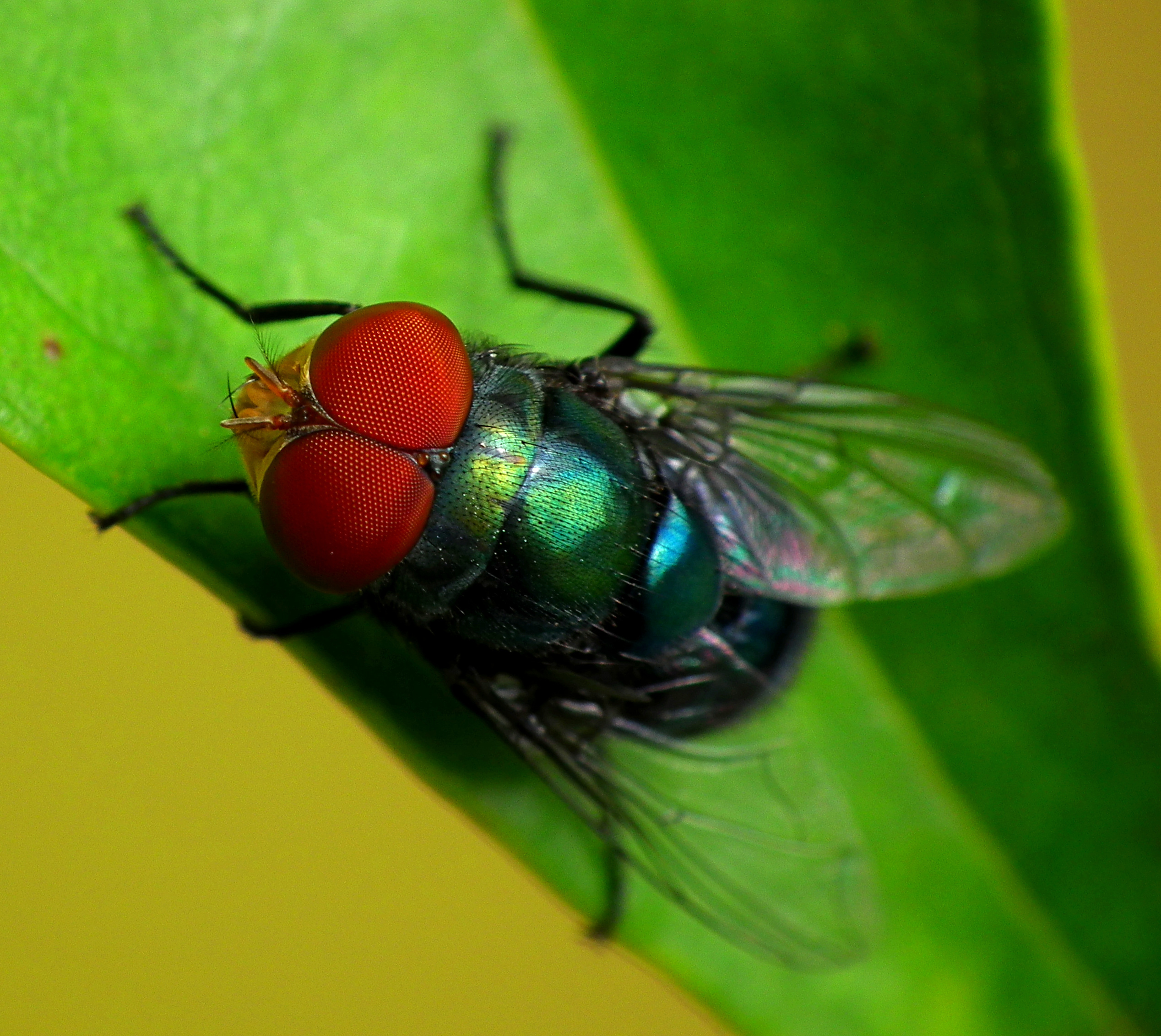
Männliche Fliege der Art Chrysomya rufifacies

Für das Gebiet der USA ist bekannt, dass beispielsweise die dort weit verbreiteten Fliegen der Art Chrysomya rufifacies, die zur Familie der für die entomologischen Forensik wichtigsten Insektenart der Schmeißfliegen (Calliphoridae) gehört, nicht in den Regionen im Süden Kaliforniens, Arizona, New Mexico, Louisiana, Florida oder Illinois vorzufinden sind. Entsprechende Feststellungen sind umso bedeutender, da Fliegen der Insektenart der Schmeißfliegen eine der ersten Insekten auf einem Leichnam sind.
Käfer bieten innerhalb der Insekten mit über 350.000 beschriebenen Arten die größte Artenvielfalt. Zudem sind Käfer sehr anpassungsfähig und daher mit Ausnahme der Antarktis und in höheren Bergregionen nahezu weltweit verbreitet. Die größte Artenvielfalt an Käfern wird in den Tropen angetroffen. Infolge kann durch die Bestimmung der am Leichnam vorgefundenen Käferarten und deren Verbreitungsgebiet auch der beziehungsweise die Liegeort(e) bestimmt werden.

### Aufgehängte Körper
Aufgehängte Körper weisen spezifische Muster der Insektenbesiedlung und Zersetzung auf, die sich von denen am Boden liegender Körper unterscheiden. Insbesondere zeigt sich, dass die Insektenvielfalt und -menge an einem aufgehängten Körper anders ausfällt, was maßgeblich durch die besonderen Umweltbedingungen beeinflusst wird.
Ein aufgehängter Körper trocknet schneller aus, da die Körperflüssigkeiten, die für die Ernährung der Maden notwendig sind, durch die Schwerkraft nach unten abfließen. Dieser Flüssigkeitsverlust führt zu einer raschen Austrocknung der oberen Körperpartien, was die Mumifikation begünstigt. Dadurch wird die Menge der potenziellen Nahrungsquelle für Maden reduziert, was zu einer geringeren Insektenaktivität auf dem Körper führt.
In vielen Fällen sammeln sich die Körperflüssigkeiten unter dem aufgehängten Körper, wodurch der Bodenbereich unterhalb des Körpers eine attraktive Nahrungsquelle für verschiedene Insektenarten, insbesondere für Käfer und nicht-fliegende Insekten, darstellt. Auch Maden, die ursprünglich auf dem Körper waren, können später in dieser Zone gefunden werden, da sie durch die Schwerkraft dorthin fallen. Dies führt zu einer atypischen Verteilung der Insektenarten und -stadien, die für die forensische Analyse besonders berücksichtigt werden muss.
Darüber hinaus zeigen Studien, dass die spezifischen Umweltbedingungen, wie Temperatur und Luftfeuchtigkeit, sowie die Art der Aufhängung (vollständig hängend oder teilweise mit Bodenkontakt) entscheidende Faktoren sind, die die Zusammensetzung der Insektenfauna und den Zersetzungsprozess beeinflussen.

### Isolation auf Gewässern

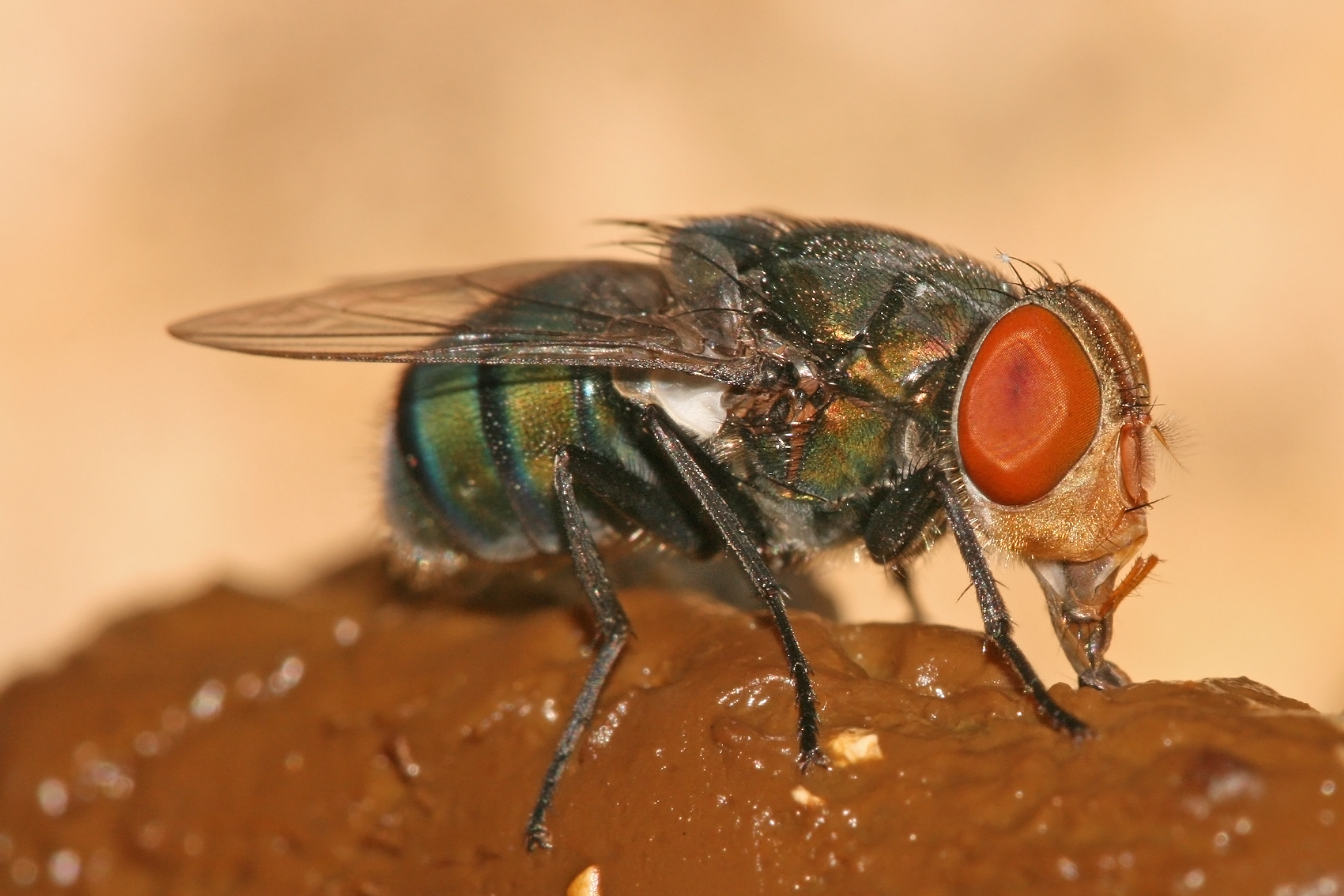
Weibchen der Fliegenart Chrysomya megacephala

Nach einer Fallstudie des Entomologen M. Lee Goff bei einem Leichenfund auf einem Boot eine halbe Meile vom Ufer entfernt konnte festgestellt werden, dass nur Maden einer Fliegenart auf dem Leichnam vorhanden waren. Hieraus schlussfolgerte er, dass Gewässer für Insekten eine natürliche Barriere darstellen, so dass in derartigen Fällen nur wenige Insektenarten auf einem Leichnam vorzufinden sind. Insofern bedarf es stärkerer Lockstoffe, um Insekten einen Anreiz für die Überquerung längerer Strecken über Gewässer zu schaffen.
Eine weitere Feststellung des Entomologen Goff aus seinen Studien ist, dass bei Fliegenmaden, die mehr als 30 Minuten Salzwasser ausgesetzt waren, eine Verzögerung von 24 Stunden bei deren Entwicklung zu beobachten ist. Für konkrete zeitliche Zusammenhänge zwischen Einwirkungszeit von Salzwasser und der hieraus resultieren Verzögerung der Entwicklungszeit fehlen jedoch ausreichende Studien.

### Besiedlung von Gebäuden
Mit Hilfe der Forensischen Entomologie kann ein Schaden durch Insektenbefall in Gebäuden beurteilt werden. Holzschädlinge wie Termiten, Holzwespen und andere Insektenarten, die strukturelle Schäden verursachen, können mithilfe entomologischer Analysen identifiziert und ihr Befall zeitlich eingeordnet werden. Dies ist besonders wichtig, um den Schadensumfang zu bestimmen und präventive Maßnahmen zu ergreifen.
Darüber hinaus können Feststellungen zu Hygienemängeln in Gebäuden getroffen werden. Insekten, die häufig in unsauberen Umgebungen vorkommen, wie bestimmte Fliegenarten oder Schaben, können Aufschluss über mangelnde Hygiene geben. Durch die Identifizierung dieser Insekten und die Analyse ihrer Lebenszyklen lässt sich feststellen, wann und wo hygienische Mängel aufgetreten sind, was für die Durchführung von Gesundheitsinspektionen und die Umsetzung von Hygieneverbesserungen entscheidend ist.
Die spezifische Insektenfauna eines Gebäudes kann auch Hinweise darauf geben, ob ein Leichnam, der nach einem zeitlichen Verzug vom Tatort in einem bestimmten Gebäude zu einem anderen Ablageort gebracht wurde, ursprünglich dort war. Manche Insektenarten sind an bestimmte Mikroklimata oder Nahrungsquellen gebunden, die nur in bestimmten Gebäuden oder Umgebungen vorkommen. Wenn solche Insekten am Leichnam gefunden werden, kann dies darauf hindeuten, dass der Leichnam ursprünglich in einem solchen Gebäude gelegen haben muss.
Die Besiedlung von Gebäuden durch Insekten wird durch eine Vielzahl von Umweltfaktoren beeinflusst, die weit über das Wetter hinausgehen. Während klimatische Bedingungen wie Temperatur und Feuchtigkeit eine entscheidende Rolle spielen, haben auch andere Umweltbedingungen und das verfügbare Nahrungsangebot einen maßgeblichen Einfluss.
Insekten dringen häufig in Gebäude ein, um dort nach Nahrung, Wasser, Wärme und Schutz zu suchen. Besonders in trockenen Klimazonen führt der Mangel an Feuchtigkeit im Freien dazu, dass Insekten auf der Suche nach Wasser in Innenräume vordringen. Temperaturunterschiede zwischen Außen- und Innenbereichen beeinflussen ebenfalls das Verhalten der Insekten. Beispielsweise suchen Insekten bei kühleren Außentemperaturen Schutz in warmen Gebäuden, während sie bei extremer Hitze möglicherweise kühlere Innenräume aufsuchen.
Darüber hinaus beeinflussen die Verfügbarkeit und Art der Nahrung in Gebäuden die Besiedlung durch Insekten. Gebäude, die reich an organischen Materialien sind, bieten ideale Bedingungen für die Vermehrung und das Wachstum von Insektenpopulationen. Dies kann insbesondere bei Schädlingen, die auf menschliche Nahrung oder organische Abfälle angewiesen sind, zu einem Anstieg der Insektenpopulationen führen.
Zusätzlich zu den direkten klimatischen Einflüssen können auch langfristige Umweltveränderungen, wie der Klimawandel, die Besiedlungsmuster von Insekten beeinflussen. Steigende Temperaturen und Veränderungen in den Niederschlagsmustern können dazu führen, dass neue Insektenarten in zuvor unbesiedelte Gebiete vordringen, einschließlich Innenräumen. Solche Veränderungen können auch die Zusammensetzung der Insektenpopulationen innerhalb von Gebäuden verändern, was neue Herausforderungen für das Management von Schädlingen darstellt.

## Forensische Entomologen
Bekannte forensische Entomologen aus Deutschland sind unter anderem der Kölner Kriminalbiologe Mark Benecke, sowie Jens Amendt vom Institut für Rechtsmedizin an der Universität Frankfurt am Main und Marcus Schwarz vom Rechtsmedizinischen Institut der Universität Leipzig.